# ユンカース ユモ 004

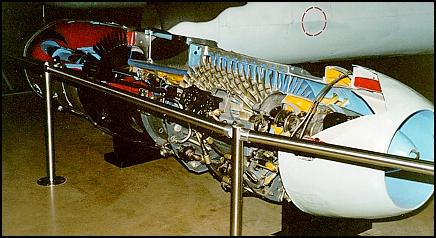
ユンカース ユモ 004

ユンカース・ユモ 004（Junkers Jumo 004 ）は世界で初めて実用化され、実戦投入された軸流式ターボジェットエンジンである。
第二次世界大戦末期にナチス・ドイツのユンカースで約8,000基生産され、世界初のジェット戦闘機メッサーシュミット Me262と世界初のジェット爆撃機アラドAr234 等の文字通り推進力になっただけでなく、戦後にも共産圏でコピー生産された。

## 前史
1937年夏、ハインケルの若手研究者ハンス・フォン・オハインが、独自に製作した遠心式ターボジェットエンジンの実験に成功した。
オハインの試作エンジンは非力かつ不安定で、この段階では未だ飛行に適する物ではなく、ドイツ航空省の大半の役人から無視されたが、イギリスのフランク・ホイットルら競合者の動きを察知し、高速ジェット機の将来性に確信を抱いていた技官ヘルムート・シェルプ（Helmut Schelp ）とハンス・アドルフ・マウホ（Hans Adolph Mauch ）は、航空機エンジン製造各社にターボジェットエンジンの開発を非公式に打診した。
この提案に興味を示したユンカース発動機会社のオットー・マーダー（Otto Mader ）取締役は、1939年にターボジェットエンジンの開発を決断し、シェルプは同社で航空機エンジン用機械式過給機と排気タービン過給機の開発担当だったアンゼルム・フランツ博士に白羽の矢を立てた。フランツは航空省の下附で専用設計チームを組織し、開発番号 109-004 の基礎研究に着手した。

## 実用化

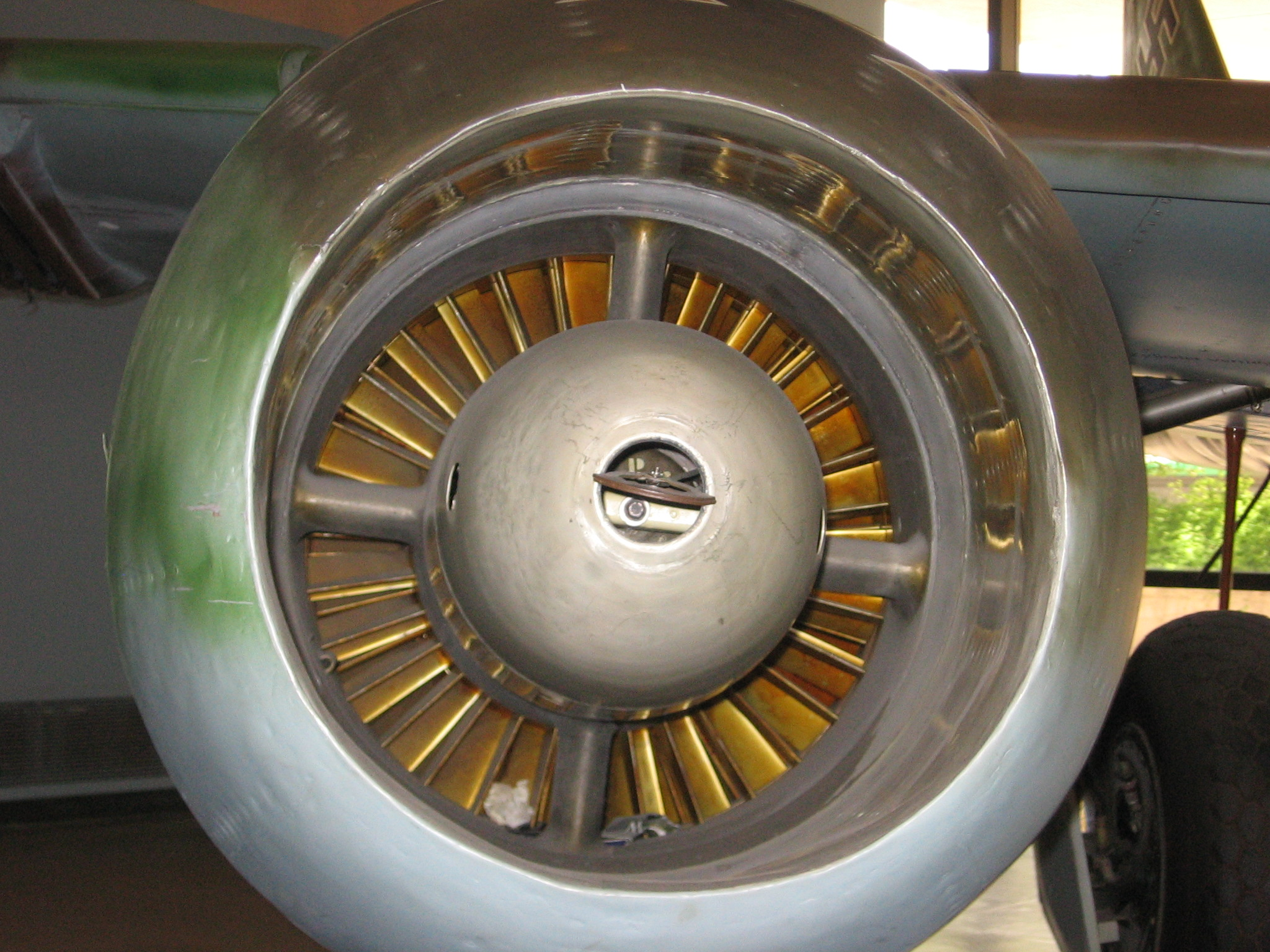
中心に起動用補助エンジンを始動する為の引き輪が見える

フランツはオハインらの遠心式圧縮機を避け、ゲッティンゲン航空技術研究所の協力を得て、ターボジェットエンジン用軸流式圧縮機を敢えて新規開発する困難な途を選んだ。軸流式圧縮機は小径で前面投影面積が少ないため航空機への搭載に適し、78 %もの高い熱効率を実地で発揮したが、遠心式に比べ部品点数が飛躍的に増大し、複雑化した。
004 の試作機は1940年春に初火入れされ、430 kgf (4.2 kN)の推力を得た。圧縮機ブレードの加熱膨張による共振に起因する排気脈動に手を焼いたが、マックス・ベンテレ (Max Bentele) 博士考案になる新しい静翼（ステーター）が奏功し、8月には推力が600 kgf (5.9 kN)に向上し、12月には1,000 kgf (9.8 kN)の推力で10時間の連続運転にも成功した。
先に着手された BMW 003 計画は大幅遅延していた。1942年3月15日に改良型 004A を懸架したメッサーシュミット Bf110 によって初の飛行試験が実施され、同年6月18日には最初からジェット推進機として設計されたメッサーシュミット Me262 の試作3号機に 004A が実際に搭載され、試験が行われた結果、未完成状態を脱せぬ 003 を破った 004A は航空省から80基の発注を受けた。
004A は高温部に高価な耐熱合金を多用し、重量も過大で、量産に適した構造ではなかった。生産型の 004B ではロストワックス製法で肉抜中空化された鋼製タービンブレードに多数穿孔し、バイパスさせた圧縮空気（ブリードエア）を内部から噴出させる事でブレードの表面を冷却する技法を確立、後に標準化して製造コストの大幅低減に成功した。製造原価は同等の出力を持つレシプロエンジンの約1/5であった。004B は 004A と同等の推力を保ちながら約100 kg軽量化され、1943年には定格出力で100時間以上の連続運転に成功した。
004B はリーデル（Riedel) の排気量270 cc、出力10.5 PS (7.7 kW) / 7,150 rpmの水平対向2気筒超ショートストローク2ストロークエンジンをインテークコーンに内蔵し、外部電源の支援なしで単独始動を可能にしていた。本体の 004B を始動するためには、先ずコーン先端の穴からケーブルを引き補助エンジンを人力始動する手順を要した。補助エンジンの燃料は主推進剤とは異なる通常のガソリンのため、小容量の燃料タンクが空気取入口上部に別途設置された。
1943年末まで圧縮機各部の振動による排気脈動は完治せず、ベンテレは音楽家の協力を得て、個々のブレードの固有共振周波数を開放弦で測定し、適切に選別し、分散配置する事で、コンプレッサ/タービンユニット全体として共振周波数を持たせないようにする手法を編み出し、併せて最高回転数を9,000 rpmから8,700 rpmへと、わずかに下げる等の妥協策を航空省首脳に示した。これにより排気脈動は一定の解決を見たが、004B の本格量産開始は1944年初頭までずれ込み、Me262 の実戦配備を遅延させた。
基本的に 004B の設計は高信頼性を目指した堅実なもので、003 のように野心的ではなかったが、戦局の悪化は良質の原材料の入手を困難にし、高温部に用いる耐熱鋼は低品質の物しか得られなくなっていたため、パイロットの技量にも左右されたが、通常の運用では10 - 25時間程度でオーバーホール（タービンブレード交換）を要した。また、初期のターボジェットエンジンに共通する難点として、スロットルレスポンスが緩慢で、特に低空で性急に出力を上げると燃焼ガスが一気に高温高圧になり、タービンブレードの冷却が間に合わずブレードが溶解する恐れもあった。しかし Me262、Ar234 の圧倒的優速と上昇力、高空性能は連合国側に多大な脅威と衝撃を与え、航空史上に不滅の金字塔を打ち立てた。

## 発展型
大戦末期には幾つもの発展型が試作、開発中だった。004C はアフターバーナー付、004D は2段式燃料噴射装置を備え、改良型スロットル調整装置と共に燃調の洗練が図られた物で、004B と代替して生産開始間近だったが敗戦により実現しなかった。004E は 004D の発展型で、より高々度・大推力を目指した。
特筆すべきは大型化・2軸化された 012 で、全高度に於いて圧縮機効率を60%以上に向上させ、燃料消費率も劇的に改善される予定だった。012 の縮小版 004H では、004B の1.39kg/kgf/hから1.20kg/kgf/hに15%の改善を見込んでいた。022 は 012 のターボプロップ版。
| 航空省呼称 | 型式           | 構成         | 推力               | 自重    | 回転数    |
| ---------- | -------------- | ------------ | ------------------ | ------- | --------- |
| 109-004B   | ターボジェット | 8ax 6in 1tu  | 8.8 kN (910 kgf)   | 745 kg  | 8700 rpm  |
| 109-004C   | ターボジェット | 8ax 6in 1tu  | 10.0 kN (1030 kgf) | 720 kg  | 8700 rpm  |
| 109-004D   | ターボジェット | 8ax 6in 1tu  | 10.3 kN (1070 kgf) | 745 kg  | 10000 rpm |
| 109-004H   | ターボジェット | 11ax 8in 2tu | 17.7 kN (1830 kgf) | 1200 kg | 6600 rpm  |
| 109-012    | ターボジェット | 11ax 6in 2tu | 27.3 kN (2830 kgf) | 2000 kg | 5300 rpm  |
| 109-022    | ターボプロップ | 11ax 8in 2tu | 3.4 MW (4600 ehp)  | 2600 kg | 5000 rpm  |

構成: ax=軸流圧縮機段数、in=独立（カニュラー）燃焼筒数、tu=タービン段数

## 戦後

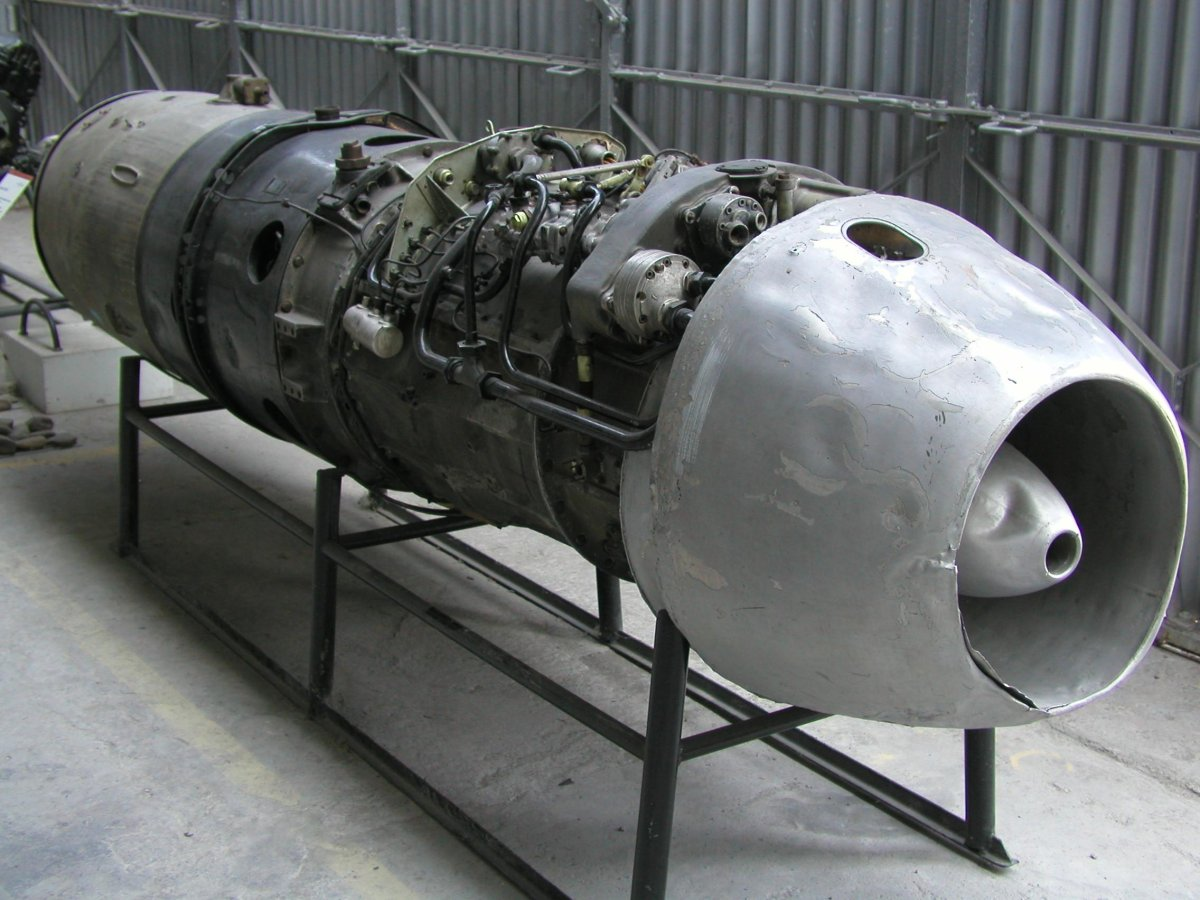
アヴィア M-04

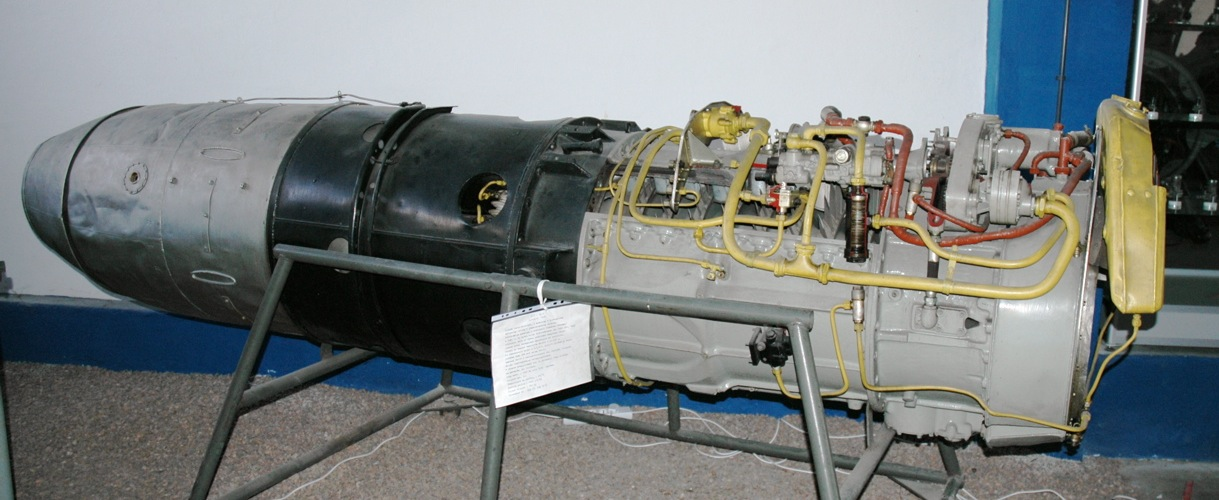
RD-10

チェコスロバキアは接収したMe262の残存機をアヴィア S-92、CS-92と改名して再配備し、その保守用に若干数の004Bをプラハ市のMalesiceにあった工廠でM-04の名で模造した。また解放後の仏では、鹵獲した004を用いて国営南西航空機製造やSO.6000 トリトン、並びにアーセナル VG-70を試作した。

## 仕様（Jumo 004B）
- 全長=3,860 mm
- 最大径=810 mm
- 重量=719 kg
- コンプレッサ=8段（軸流式）
- 燃焼器=6（カニュラー式）
- タービン=1段
- 推力=8.8 kN (910 kgf) at 8,700 rpm
- 圧縮比=3.14:1
- 燃料消費率=1.39 kg/kgf/h
- 推力重量比=1.25 (12.2 N/kg)

## その他
米のハードロックバンド、ブルー・オイスター・カルトの1974年のアルバム『Secret Treaties（邦題『オカルト宣言』）』に収録された「ME 262」に、"Junkers Jumo 004"という歌詞が出てくる。